# Гримберг, Фаина Ионтелевна
Фаи́на Ио́нтелевна Гри́мберг (в замужестве Гаврилина; род. 14 июля 1951, Акмолинск) — русская поэтесса, писательница-прозаик и переводчица. Историк-балканист, автор книг по истории России и Болгарии. Писала также критические статьи на идише о еврейской литературе.

## Биография
Родилась в семье школьной учительницы и ночного сторожа. Закончила филологический и (заочно) исторический факультеты Ташкентского университета (1975). Работала уборщицей, машинисткой в Ташкентском текстильном институте (1967—1980). В печати дебютировала стихами в ташкентском альманахе «Молодость» (1980). В 1980-е годы занималась литературной критикой и переводила болгарскую поэзию. В настоящее время проживает в Болгарии.
Муж — поэт и художник Андрей Олегович Гаврилин (род. 1961).

## Творчество
Помимо стихов, автор пьес, исторической и др. прозы, которую публикует под псевдонимами (точнее, гетеронимами) и под собственной фамилией, выступает со статьями по русской истории, литературно-критическими работами. Переводит стихи и прозу с английского, немецкого, финского, шведского, чешского, болгарского и других языков.
Публиковалась также под псевдонимами Ксения Габриэли, Жанна Бернар, Клари Ботонд (Михай Киш и Мария Варади), Якоб Ланг, Сабахатдин-Бор Этергюн, София Григорова-Алиева, Марианна Бенлаид (она же Мария Шварцкопф), Катарина Фукс (она же Кэтрин Рэндольф), Ирина Горская, Фаина Рябова, от имени которых в 1990-е годы были изданы литературные мистификации, представленные как переводы Фаины Гримберг.
В 1980-х годах писала литературоведческие  статьи на идише в журнале Советиш геймланд. Известный исследователь идиша Хоне Шмерук отмечает оригинальность ее анализа творчества Бориса Сандлера .

## Признание
Повесть «Мавка» (2001) вошла в короткий список премии Ивана Петровича Белкина.
За книгу «Четырёхлистник для моего отца» Гримберг получила поэтическую премию «Различие» (2013), став её первым лауреатом.

## Произведения

### Стихи
- Зелёная ткачиха. — М.: Авиатехинформ, 1993. — 31 с.
- Любовная Андреева хрестоматия. — М.: АРГО-РИСК; Тверь: Kolonna publications, 2002. — 120 с.
- Четырёхлистник для моего отца / Предисловие В. Iваніва. — М.: Новое литературное обозрение, 2012. — 384 с. — (Новая поэзия).
- Четырёхлистник для моего отца: Стихотворения. — М.; Екатеринбург: Кабинетный учёный, 2017. — 338 с.

### Проза (под собственной фамилией)
- Династия Романовых: Загадки. Версии. Проблемы. — М.: Московский лицей, 1996. — 558 с.
- Гром победы. Судьбы наследников Петра, 1725-1741 гг.: Роман. — М.: Армада, 1996. — 381 с.
- Рюриковичи, или Семисотлетие «вечных» вопросов. М.: Московский лицей, 1997. — 397 с.
- Судьба турчанки, или Времена империи. Триптих. Романы. — М.: Терра, 1997. — 397 с.
- Две династии. Вольные исторические беседы. — М.: Когелет, 2000. — 558 с.
- Друг Филострат, или История одного рода русского: Роман: [В 2-х кн.]. — М.: Аграф, 2003. — 557 с.; 634 с.
- Афанасий Никитин. Семь песен русского чужеземца: Исторический роман. — М.: АСТ; Астрель, 2003. — 424 с.
- Хей, Осман!: Исторический роман. — М.: АСТ; Астрель, 2004. — 604 с.
- Примула: Исторический роман. — М.: АСТ; Астрель, 2005. — 540 с.
- Наложница фараона. — М.: Гелеос, 2004. — 383 с. Переиздание: М.: Юнвес, 2005. — 383 с.
- Флейтистка. — [М.]: Лит. приложение к журналу «Остров», 2006. — 36 с.
- Клеопатра: Исторический роман. — М.: АСТ; Астрель, 2006. — 524 с.
- Анна Леопольдовна. — М.: АСТ; Астрель, 2008. — 416 с.
- Княжна Тараканова. — М.: АСТ; Астрель, 2010. — 528 с.

### Автобиографические тексты
- Я всегда хотела быть самыми разными людьми, которых я сама придумаю…
- Фаина Гримберг в телевизионной передаче «Школа злословия» Архивная копия от 2 мая 2015 на Wayback Machine